# Alexander von Moreau

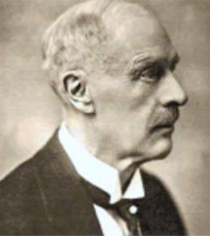
Alexander Freiherr von Moreau, ca. 1915

Alexander Maximilian Friedrich Maria Freiherr von Moreau (* 23. Oktober 1860 in Taufkirchen (Vils); † 27. Februar 1937 in Münchshofen, Oberpfalz) war ein königlich bayerischer, anschließend freistaatlich bayerischer Regierungsbeamter.

## Leben

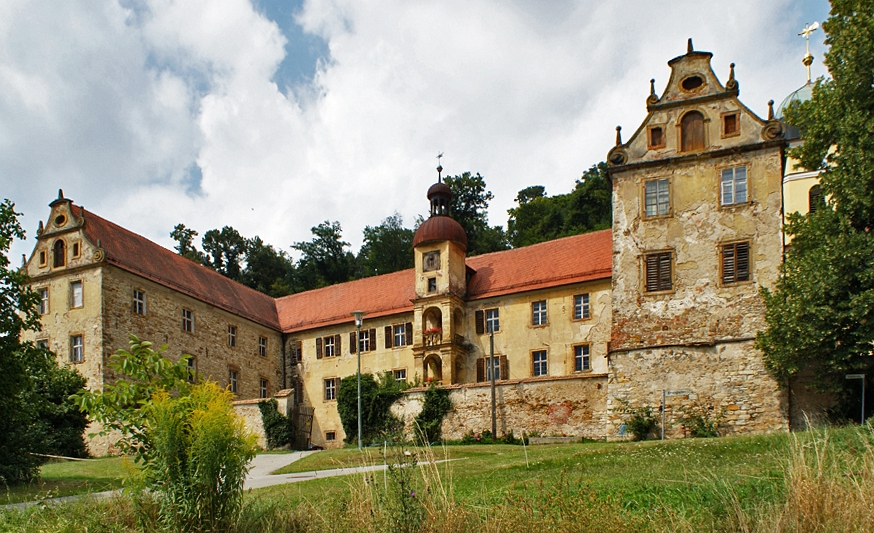
Schloss Münchshofen (2012)

Er war der Sohn des Jagdszenen- und Pferdemalers Friedrich August von Moreau (1814–1885), Herr auf Schloss Schwindegg und Wasserschloss Taufkirchen.
Im Jahr 1899 begann Moreau seine berufliche Laufbahn als königlicher Kammerherr und Bezirksamtsassessor. Ab 1900 war er Bezirksamtmann (Bezirksvorsteher) von Rottenburg an der Laaber, wobei er wohl auch zum Regierungsrat befördert worden sein dürfte.
1906 wurde er als Amtsnachfolger von Hermann von Mauchenheim genannt Bechtolsheim Bezirksamtmann in Bad Kissingen und zugleich Badkommissar des dortigen Staatsbades, was er auch nach Auflösung des bayerischen Königreiches (1918) und Gründung des bayerischen Freistaates bis nach 1927 blieb – mindestens ab 1922 im Rang eines Oberregierungsrates. Dort war er von 1916 bis 1922 kommissarisch Präsident des Golfclubs Bad Kissingen. Von 1924 bis 1927 war Moreau Vorsitzender des „Allgemeinen Deutschen Bäderverbandes“, des Dachverbandes aller deutschen Kurorte und Staatsbäder.
Als Anfang 1926 die Gemeinde Hausen bei Bad Kissingen noch immer keine Wasserleitung zur eigenen Wasserversorgung gebaut hatte, wurde sie von Moreau im Februar aufgefordert, sich der Wasserversorgungsgruppe „Aschacher Gruppe“ anzuschließen, was allerdings am Geldmangel scheiterte (Einzelheiten siehe: Hausen (Bad Kissingen)).
Im Jahr 1911 erwarb Moreau das Schloss Münchshofen für 120.000 Mark mit allem Inventar und Grundbesitz.
Moreau heiratete um 1895 Therese von Loë (1870–1951), die zweite von fünf Töchtern des k.k. österreichischen Kammerherrn und Gutsherrn Kaspar von Loë (1835–1914) und der Eugenia von Goltstein (1839–1880) und Enkelin des Gutsherrn und Landrats Clemens von Loë. Das Ehepaar hatte die beiden Kinder Eugenie (1897–1980) und Maximilian (1900–1980).

## Auszeichnungen
- 1913: Verdienstorden vom Heiligen Michael 4. Klasse mit Krone[7]